# Skeleton Tree
Skeleton Tree — шестнадцатый студийный альбом группы Nick Cave and the Bad Seeds, издан в 2016 году.

## Об альбоме
Запись Skeleton Tree проходила в период с 2014 по 2016 года. Кейв сам финансировал сессии записи. Запись началась в Retreat Recording Studios в Брайтоне, Англия в конце 2014 года под руководством Кевина Пола. В конце сессий 15-летний сын Кейва погиб после падения со скалы Брайтоне. Запись альбома продолжилась осенью 2015 года в La Frette Studios (Ла-Фретт-сюр-Сен, Франция) c Ником Лоне — продюсером альбомов Nocturama, Abattoir Blues/The Lyre of Orpheus, Dig, Lazarus, Dig! и Push the Sky Away, а также Grinderman и Grinderman 2. Последние частички альбома были записаны в начале 2016 года в Air Studios (Лондон, Англия) с Кевином Полом и Джейком Джексоном.
Skeleton Tree вышел 9 сентября 2016 года. За неделю до выхода альбома был выпущен первый трек «Jesus Alone». Режиссёром клипа на песню был Эндрю Доминик, также клип является частью документального фильма One More Time With Feeling. Фильм был показан 8 сентября в кинотеатрах (за день до релиза альбома).

## Список композиций
Тексты всех песен написаны Ником Кейвом. Музыка написана Кейвом и Эллисом.
| №  | Название        | Продолжительность |
| -- | --------------- | ----------------- |
| 1. | Jesus Alone     | 5:52              |
| 2. | Rings of Saturn | 3:28              |
| 3. | Girl in Amber   | 4:51              |
| 4. | Magneto         | 5:22              |
| 5. | Anthrocene      | 4:34              |
| 6. | I Need You      | 5:58              |
| 7. | Distant Sky     | 5:36              |
| 8. | Skeleton Tree   | 4:01              |

## Участники записи
- Ник Кейв — вокал, фортепиано, синтезатор, вибрафон, бэк-вокал
- Мартин Кейси — бас-гитара
- Томас Уайдлер — ударные
- Уоррен Эллис — скрипка, альт, тенор-гитара, синтезатор, фортепиано, драм-машина, бэк-вокал
- Джим Склавунос — ударные, вибрафон, бэк-вокал
- Джордж Вьештица — акустическая гитара, бэк-вокал

Приглашённые музыканты
- Элс Торп — дополнительный вокал (7)
- Элли Вайатт — скрипка
- Шарлотта Гласон — альт
- Джо Гидди — виолончель